# Jules de Goncourt

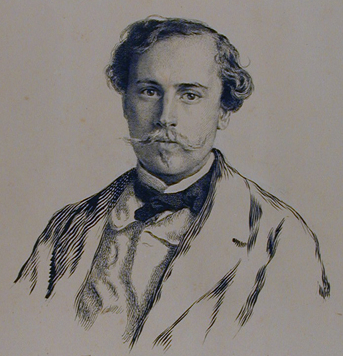
Jules de Goncourt

Jules Huot de Goncourt (Parijs, 17 december 1830 -  Parijs, 20 juni 1870) was een  Frans schrijver, die intensief samenwerkte met zijn broer Edmond. De familie stamde uit Goncourt in het departement Haute-Marne. Hun vader was officier in het leger van Napoleon. De broers bezochten beiden het Parijse lycée Condorcet.
Jules de Goncourt werd, evenals zijn broer,  begraven op de Cimetière de Montmartre in Parijs.

## Werk
met  Edmond de Goncourt:
- Sœur Philomène (1861)
- Renée Mauperin (1864)
- Germinie Lacerteux (1865)
- Manette Salomon (1867). Nederlandse vertaling Manette Salomon. Vertaald door Anneke Pijnappel. Uitgeverij Voetnoot, 2016.
- Madame Gervaisais (1869)